# Павлов (Тернопольская область)
Павлов (укр. Павлів) — село в Нараевской сельской общине Тернопольского района Тернопольской области Украины.
До 2020 года входило в Бережанский район.
Код КОАТУУ — 6120482707. Население по переписи 2001 года составляло 191 человек.

## Географическое положение
Село Павлов находится на левом берегу реки Нараевка,
выше по течению на расстоянии в 1,5 км расположено село Рогачин,
ниже по течению на расстоянии в 0,5 км расположено село Куряны,
на противоположном берегу — село Волица.
К селу примыкает лесной массив.
По селу протекает небольшая речушка Павловка.
Через село проходит автомобильная дорога М-12 (E 50).

## История
- 1488 год — дата основания.

## Объекты социальной сферы
- Школа I ст.